# Haploa ochroleuca
Haploa ochroleuca är en fjärilsart som beskrevs av Std.r 1919. Haploa ochroleuca ingår i släktet Haploa och familjen björnspinnare. Inga underarter finns listade i Catalogue of Life.